# Płaskodziobki
Płaskodziobki (Todidae) – rodzina ptaków z rzędu kraskowych (Coraciiformes).
Współczesne płaskodziobki są małymi ptakami zamieszkującymi lasy Wielkich Antyli. Budową ciała przypominają zimorodki. Tak jak pozostałe kraskowe gniazdują w tunelach wykopanych w piaszczystej ziemi, składają zwykle cztery białe jaja. Odżywiają się drobnymi zwierzętami, takimi jak owady i jaszczurki.
W zapisie kopalnym znane od późnego eocenu.
Do rodziny należy jeden współczesny rodzaj: 
- Todus Brisson, 1760

i jeden wymarły:
- Palaeotodus Olson, 1976